# پارک تاور
پارک تاور (انگلیسی: Park Tower) ساختمان اداری ۲۸ طبقه مستقر در شهر  فرانکفورت است، که در سال ۱۹۷۲ احداث گردید.